# D.H. Lawrence

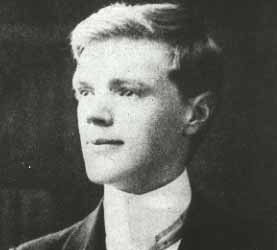
D.H. Lawrence in 1906

D.H. Lawrence, de schrijversnaam van David Herbert Richards Lawrence, (Eastwood (Nottinghamshire), 11 september 1885 – Vence (Frankrijk), 2 maart 1930) was een Engelse romanschrijver. Daarnaast schreef hij essays, gedichten, verhalen, reisverslagen, toneelstukken, literaire kritieken en maakte hij vertalingen. Ook heeft hij een tijdlang lesgegeven.

## Ouders en opvattingen
Het gezin waaruit Lawrence als vierde kind kwam, had grote invloed op zijn leven, niet in de laatste plaats op zijn literaire werk. Zijn vader, Arthur John Lawrence, een mijnwerker die nauwelijks kon lezen, beschouwde hij als hard en gepassioneerd maar tegelijkertijd ook als degene die de zorgzame werkende klasse vertegenwoordigde. Zijn moeder, Lydia Beardsall, die onderwijzeres was geweest, stond voor hem model voor berekening en verstand.
Lawrence werd heen en weer geslingerd tussen een zich afwisselende bewondering voor zijn moeder en zijn vader. In zijn jonge jaren helde hij meer over naar zijn moeder, maar later keerde hij zich van haar bezitterige opstelling af en kreeg hij meer oog voor de levendigheid van zijn vader. Deze tegenstelling drukte een stempel op zijn literaire bezigheden en gaf hij vaak gestalte in de fictieve personages uit zijn werken.
Lawrence vatte het hele leven op als een gevecht tussen de tegengestelde karaktereigenschappen die hij bij zijn vader en moeder waarnam. Volgens hem was alles hiervan doordrongen, niet alleen het verschil tussen de seksen maar ook de gehele maatschappij met al haar verschillende lagen alsmede het innerlijk van ieder mens afzonderlijk.
Hij stond wantrouwig tegenover een leven volgens de wetten van het verstand; hij had meer vertrouwen in intuïtie en louter ervaring. Hij was de mening toegedaan dat de moderne techniek uiteindelijk in de ondergang van de mensheid zou resulteren. Ook stond hij sceptisch tegenover de moderne democratie, waarvan hij vond dat deze met al haar regels en wetten haar onderdanen geestelijk gezien zou ondergraven.

## Literair werk en omzwervingen

### Opleiding
Lawrence was de eerste leerling die een gemeentelijke beurs won voor Nottingham High School. In 1901 werkte hij drie maanden als jongste kantoorklerk bij een fabriek tot hij longontsteking opliep bij een ontmoeting met meisjes van de fabriek. Hij was kwekeling op de British School van 1902 tot 1906 in zijn geboorteplaats Eastwood.
Van 1906 tot 1908 studeerde hij onder andere Frans aan het University College Nottingham. In deze zelfde periode schreef zijn eerste gedichten, korte verhalen en de opzet van een roman Laetitia waar later The White Peacock uit voort zou komen. Eind 1907 won hij een prijs met een kort verhaal in een wedstrijd van de Nottingham Guardian. In 1908 haalde hij zijn lesbevoegdheid.

### Schrijver
Hij werd leraar in Croydon. Een grote klap kreeg hij te verduren toen in 1910 zijn moeder overleed aan kanker. Het jaar daarop gaf hij vanwege een terugkerende longontsteking zijn leraarschap op en besloot zich volledig op het schrijverschap te storten.
Lawrence debuteerde in 1911 met The White Peacock. Zijn volgens velen beste roman, Sons and Lovers, volgde twee jaar later in 1913. Deze was grotendeels autobiografisch en gebaseerd op de tegenstelling tussen zijn vader en zijn moeder.

### Seksualiteit
Hij hield er op seksueel gebied een ongedwongen levensstijl op na en schreef daar openlijk over. Hij was van mening dat erotiek tot de basis van het leven behoorde en daarom niet mocht worden achtergesteld. Deze mening riep toentertijd veel weerstanden op. Het gevolg was dat men negatief kritisch tegenover zijn werk stond en een boek als Lady Chatterley's Lover uit 1928 pas decennia na zijn dood in zijn geheel mocht worden uitgegeven (dit werk wordt als zijn beroemdste roman beschouwd). Pas vele jaren na zijn dood zou de negatieve kritiek omslaan in positieve en kreeg men waardering voor zijn werk.

### Frieda von Richthofen
Zijn vrije opvattingen over seksualiteit bleken ook uit de verhouding die hij in 1912 kreeg met de Duitse Frieda Weekley-von Richthofen (een verre verwante van de bekende Manfred von Richthofen, de Duitse oorlogsvlieger uit de Eerste Wereldoorlog). Hij had haar bij zijn studie aan het Nottingham University College leren kennen - zij was toentertijd de vrouw van een hoogleraar aldaar, Ernest Weekley, die tevens Lawrences docent Frans was. Von Richthofen liet voor hem haar man en drie kinderen in de steek en vertrok met hem naar Duitsland, waar Lawrence ervan werd beschuldigd een Britse spion te zijn. Op voorspraak van Von Richthofens vader werd hij echter vrijgelaten. Lawrence en zijn geliefde verlieten Duitsland en reisden via de Alpen en Italië naar Groot-Brittannië terug, een tocht die hij later zou beschrijven in zijn reisverslag Twilight in Italy uit 1916. Na wederom enige tijd in Italië te hebben doorgebracht, keerden ze opnieuw naar Groot-Brittannië terug waar Von Richthofen officieel van haar man scheidde en in juli 1914 met Lawrence in het huwelijk trad. In zijn boek The Rainbow uit 1915 heeft hij onder andere verslag van deze relatie gedaan.

### Latere reizen
De Eerste Wereldoorlog veroorzaakte bij hem een afkeer van zijn vaderland alsmede van de moderne beschaving. Het gevolg was dat hij na het einde van de oorlog uit Groot-Brittannië wegtrok, mede omdat er tuberculose bij hem was ontdekt. Lawrence kwam slechts nog sporadisch in Engeland. Hij bereisde vervolgens een aantal landen, niet alleen in Europa (Italië en Frankrijk) maar ook daarbuiten: de Verenigde Staten, Mexico en Australië. Deze reizen vormden een vruchtbare voedingsbodem voor allerlei reisverslagen, waarvan het niveau wel lager lag dan die van zijn eerder geschreven werken.
Lawrence legde zich in deze periode ook toe op het schrijven van gedichten en schilderen.
D.H. Lawrence, die vanwege zijn tuberculose al jaren een zwakke gezondheid had, overleed begin 1930 ten gevolge hiervan op 44-jarige leeftijd in Zuid-Frankrijk.

## Werken
Een selectie van zijn werken:
- The White Peacock - 1911 (roman)
- Sons and Lovers - 1913 (roman) (vertaald als Zonen en minnaars)
- The Prussian Officer - 1914 (verhalen)
- The Rainbow - 1915 (roman)
- Twilight in Italy - 1916 (reisverslag)
- Look! We have come through! (gedichten), 1917
- Women in Love - 1920 (roman) (vertaald als Liefde en vrouwen)
- Psychoanalysis and the Unconsious (essays), 1921
- Sea and Sardinia (reisverslag), 1921
- Kangaroo - 1922 (roman)
- The Horse Dealer's Daughter - 1922 (verhalen)
- Birds, Beasts and Flowers - 1923 (gedichten)
- The Fox - 1923 (roman) (vertaald als De vos)
- St. Mawr - 1925 (roman), in de Nederlandse vertaling van Jean A. Schalekamp: De hengst St. Mawr (1965)
- The Plumed Serpent - 1926 (roman)
- Mornings in Mexico - 1927 (reisverslag)
- Lady Chatterley's Lover - 1928 (roman) (vertaald als Lady Chatterley's minnaar)
- The Woman who Rode Away - 1928 (verhalen) (vertaald als De vrouw die wegreed en andere verhalen)
- Pornography and Obscenity - 1929 (essay)
- The Virgin and the Gypsy - 1930 (verhalen) (vertaald als Het meisje en de zigeuner)
- A Collier's Friday Night – 1934 (toneelstuk)

In Nederlandse vertaling verschenen voorts twee bloemlezingen uit zijn verhalen, De oude Adam en zijn nieuwe Eva en Liefde tussen de hooibergen.
- Bibsys: 90053901
- Biblioteca Nacional de España: XX963449
- Bibliothèque nationale de France: cb119114561 (data)
- Catàleg d'autoritats de noms i títols de Catalunya: 981058513022906706
- CiNii: DA00122675
- Gemeinsame Normdatei: 118570358
- International Standard Name Identifier: 0000 0001 2144 117X
- Library of Congress Control Number: n79018450
- Nationale Bibliotheek van Letland: 000001390
- MusicBrainz: 061a57e5-db92-4bb8-94af-01ff15dbe335
- National Archives and Records Administration: 10580781
- Bibliotheek van het Japanse parlement: 00447029
- Nationale Bibliotheek van Tsjechië: jn19990004914
- Nationale bibliotheek van Australië: 36205056
- Nationale Bibliotheek van Israël: 987007294196205171
- Nationale Bibliotheek van Polen: a0000001180497
- Nationale en Universitaire bibliotheek Zagreb: 000049648
- Nederlandse Thesaurus van Auteursnamen: 068370261
- RKD-Nederlands Instituut voor Kunstgeschiedenis: 48433
- Istituto Centrale per il Catalogo Unico: CFIV000616
- LIBRIS: 70282
- SNAC: w6qg9h0s
- Système universitaire de documentation: 026970996
- Trove: 1228951
- Union List of Artist Names: 500005716
- Virtual International Authority File: 95150359
- WorldCat: E39PBJx4jGGCPKFGVMpjW8gdwC